# Équipe de Tunisie de football à la Coupe d'Afrique des nations 2019
L'équipe de Tunisie de football participe à la coupe d'Afrique des nations 2019 organisée en Égypte du 21 juin au 19 juillet 2019. Elle termine à la quatrième place de la compétition.

## Qualifications
La Tunisie est placée dans le groupe J des qualifications qui se déroulent du 9 juin 2017 au 23 mars 2019. Sa qualification est acquise dès la quatrième journée.

### Tirage au sort
Le tirage au sort se déroule le 12 janvier 2017 à Libreville. Les 51 sélections africaines sont classées dans cinq chapeaux selon un classement de la CAF construit à partir des résultats dans les coupe d'Afrique des nations précédentes.
Le tirage au sort désigne les équipes suivantes dans le groupe J :
- Chapeau 1 : Tunisie (5e du classement CAF)
- Chapeau 2 : Égypte (19e du classement CAF)
- Chapeau 3 : Niger (28e du classement CAF)
- Chapeau 4 : Eswatini (38e du classement CAF)

| Rang | Équipe   | Pts | J | G | N | P | Bp | Bc | Diff |  | Résultats (▼ dom., ► ext.) |     |     |     |     |
| ---- | -------- | --- | - | - | - | - | -- | -- | ---- |  | -------------------------- | --- | --- | --- | --- |
| 1    | Tunisie  | 15  | 6 | 5 | 0 | 1 | 12 | 4  | +8   |  | Tunisie                    |     | 1-0 | 1-0 | 4-0 |
| 2    | Égypte   | 13  | 6 | 4 | 1 | 1 | 16 | 5  | +11  |  | Égypte                     | 3-2 |     | 6-0 | 4-1 |
| 3    | Niger    | 5   | 6 | 1 | 2 | 3 | 4  | 11 | -7   |  | Niger                      | 1-2 | 1-1 |     | 0-0 |
| 4    | Eswatini | 1   | 6 | 0 | 1 | 5 | 2  | 14 | -12  |  | Eswatini                   | 0-2 | 0-2 | 1-2 |     |

### Matchs joués
| 11 juin 2017  | Tunisie      | 1-0   | Égypte |                                                       |                                                       |
| 23h00 (UTC+1) | Khenissi 47e | (0-0) |        | Stade olympique, Radès Arbitrage : Bouchaïb El Ahrach | Stade olympique, Radès Arbitrage : Bouchaïb El Ahrach |
| 23h00 (UTC+1) | Rapport      |       |        | Stade olympique, Radès Arbitrage : Bouchaïb El Ahrach | Stade olympique, Radès Arbitrage : Bouchaïb El Ahrach |

| 9 septembre 2018 | Eswatini | 0-2   | Tunisie                  |                                                                 |                                                                 |
| 15h00 (UTC+2)    |          | (0-2) | 16e Khenissi · 37e Sliti | Mavuso Sports Centre, Manzini Arbitrage : Bamlak Tessema Weyesa | Mavuso Sports Centre, Manzini Arbitrage : Bamlak Tessema Weyesa |
| 15h00 (UTC+2)    | Rapport  |       |                          | Mavuso Sports Centre, Manzini Arbitrage : Bamlak Tessema Weyesa | Mavuso Sports Centre, Manzini Arbitrage : Bamlak Tessema Weyesa |

| 13 octobre 2018 | Tunisie    | 1-0   | Niger |                                                       |                                                       |
|                 | Meriah 17e | (1-0) |       | Stade olympique, Radès Arbitrage : Eric Otogo-Castane | Stade olympique, Radès Arbitrage : Eric Otogo-Castane |
|                 | Rapport    |       |       | Stade olympique, Radès Arbitrage : Eric Otogo-Castane | Stade olympique, Radès Arbitrage : Eric Otogo-Castane |

| 16 octobre 2018 | Niger       | 1-2   | Tunisie         |                                                                        |                                                                        |
|                 | Oumarou 36e | (1-2) | 28e 32e Chaouat | Stade Général-Seyni-Kountché, Niamey Arbitrage : Noureddine El Jaafari | Stade Général-Seyni-Kountché, Niamey Arbitrage : Noureddine El Jaafari |
|                 | Rapport     |       |                 | Stade Général-Seyni-Kountché, Niamey Arbitrage : Noureddine El Jaafari | Stade Général-Seyni-Kountché, Niamey Arbitrage : Noureddine El Jaafari |

| 16 novembre 2018 | Égypte                                      | 3-2   | Tunisie       |                                                         |                                                         |
| 17h00 (UTC+2)    | Trézéguet 32e · El Mohamady 60e · Salah 90e | (1-1) | 13e 72e Sliti | Stade Borg Al Arab, Alexandrie Arbitrage : Victor Gomes | Stade Borg Al Arab, Alexandrie Arbitrage : Victor Gomes |
| 17h00 (UTC+2)    | Rapport                                     |       |               | Stade Borg Al Arab, Alexandrie Arbitrage : Victor Gomes | Stade Borg Al Arab, Alexandrie Arbitrage : Victor Gomes |

| 22 mars 2019 | Tunisie                                              | 4-0   | Eswatini |                                                     |                                                     |
|              | Ben Youssef 21e · Badri 34e · Sliti 53e · Meriah 62e | (2-0) |          | Stade olympique, Radès Arbitrage : Georges Gatogato | Stade olympique, Radès Arbitrage : Georges Gatogato |
|              | Rapport                                              |       |          | Stade olympique, Radès Arbitrage : Georges Gatogato | Stade olympique, Radès Arbitrage : Georges Gatogato |

### Buteurs

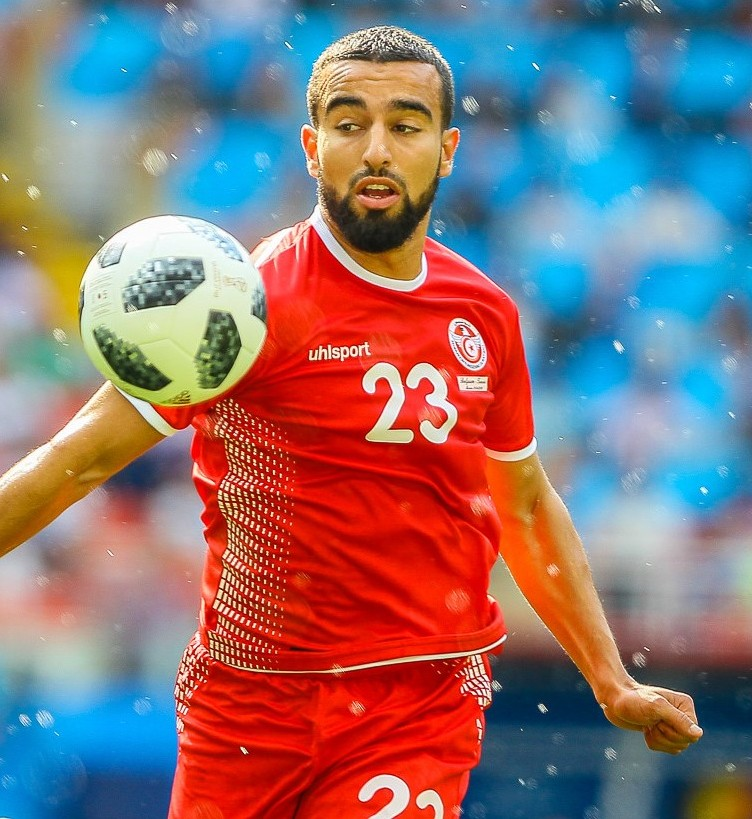
Naïm Sliti marque quatre buts dans la phase qualificative.

| Buts | Joueurs                                              |
| ---- | ---------------------------------------------------- |
| 4    | Naïm Sliti                                           |
| 2    | Firas Chaouat, Taha Yassine Khenissi, Yassine Meriah |
| 1    | Anice Badri, Syam Ben Youssef                        |

## Préparation
La Tunisie dispute son premier match de préparation quelques jours après la fin des éliminatoires. Elle s'incline en Algérie (1-0).
Le stage de préparation débute le 1er juin, sans une partie des joueurs locaux, retenus par leurs clubs. Les Aigles disputent trois matchs amicaux. Ils remportent le premier face à l'Irak le 7 juin (2-0). Ils s'imposent quatre jours plus tard en Croatie, face aux vice-champions du monde (2-1). La Tunisie termine sa préparation par une troisième victoire en trois matchs, face au Burundi (2-1) le 17 juin.
| 26 mars 2019 | Algérie              | 1-0   | Tunisie |                                                         |                                                         |
|              | Bounedjah 70e (pen.) | (0-0) |         | Stade Mustapha-Tchaker, Blida Arbitrage : Samir Guezzaz | Stade Mustapha-Tchaker, Blida Arbitrage : Samir Guezzaz |

| 7 juin 2019 | Tunisie                | 2-0   | Irak |                        |                        |
|             | Khazri 4e · Srarfi 29e | (2-0) |      | Stade olympique, Radès | Stade olympique, Radès |

| 11 juin 2019 | Croatie      | 1-2   | Tunisie                      |                                  |                                  |
|              | Petkovic 47e | (0-1) | 16e Badri · 70e (pen.) Sliti | Stade Anđelko Herjavec, Varaždin | Stade Anđelko Herjavec, Varaždin |

| 17 juin 2019 | Tunisie                    | 2-1   | Burundi    |                        |                        |
|              | Khenissi 66e · Sliti 90+3e | (0-0) | 76e Amissi | Stade olympique, Radès | Stade olympique, Radès |

## Équipe

### Effectif
Le sélectionneur Alain Giresse annonce une première pré-sélection de 17 joueurs expatriés le 24 mai, qu'il complète avec neuf joueurs locaux le 7 juin. Saîf-Eddine Khaoui déclare forfait sur blessure. À l'issue du match amical face à l'Irak, Giresse écarte Nader Ghandri et Fakhreddine Ben Youssef et fait appel à Marc Lamti. Le 11 juin, la liste finale est dévoilée : le gardien Aymen Dahmen est le dernier joueur non-retenu.

### Maillot
Pour la coupe d'Afrique des nations 2019, l'équipementier de l'équipe, Kappa, lui confectionne un maillot spécifique pour la compétition.
| Couleurs | Blanc et rouge |
| Marque   | Kappa          |
| Domicile | Extérieur      |

## Compétition

### Tirage au sort
Le tirage au sort de la CAN se déroule le 12 avril 2019 au Caire, face au Sphinx et aux Pyramides. La Tunisie est placée dans le chapeau 1 grâce à son classement FIFA.
Le tirage au sort donne alors comme adversaires des Aigles de Carthage, le Mali (chapeau 2, 65e au classement FIFA), la Mauritanie (chapeau 3, 103e) et l'Angola (chapeau 4, 122e) dans le groupe E.

### CAN 2019: première demi-finale en 15 ans

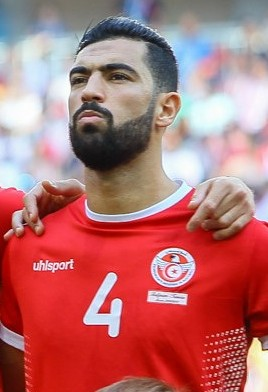
Yassine Meriah est désigné par la CAF dans l'équipe-type de la compétition.

L'équipe vit une courte expérience avec Faouzi Benzarti,, qui réussit à se qualifier pour la CAN 2019 en dépassant l'Égypte, le Niger et l'Eswatini, avant d'être limogé en raison de problèmes entre lui et le président de la Fédération tunisienne de football, Wadie Jary.
En décembre 2018, l'entraîneur français Alain Giresse est embauché pour superviser l'équipe lors de la finale de la CAN 2019 en raison de son expérience dans le football africain et de son palmarès en tant que joueur avec la France. Malgré les bons résultats en matchs amicaux, avec une victoire contre la finaliste de la coupe du monde 2018, la Croatie (2-1), le début de la compétition est marqué par trois nuls en phase de groupes contre l'Angola et le Mali avec le même résultat (1-1) avant un autre nul (0-0) contre la Mauritanie pour se qualifier pour les seizièmes de finale en deuxième position et avec beaucoup de difficulté. Au tour suivant, les résultats s'améliorent, avec une victoire face au Ghana aux tirs au but, permettant aux Tunisiens de se qualifier pour les quarts de finale et de battre la surprise du tournoi, Madagascar (3-0) pour se qualifier pour les demi-finales pour la première fois en quinze ans, avant de perdre de justesse face au Sénégal (0-1) en prolongation pour terminer la compétition à la quatrième place derrière le Nigeria.
Néanmoins, il s'agit de la meilleure performance de la Tunisie depuis sa victoire à la CAN 2004 à domicile.

#### Phase de poules
| Rang | Équipe     | Pts | J | G | N | P | Bp | Bc | Diff |  | Résultats (▼ dom., ► ext.) |     |     |     |     |
| ---- | ---------- | --- | - | - | - | - | -- | -- | ---- |  | -------------------------- | --- | --- | --- | --- |
| 1    | Mali       | 7   | 3 | 2 | 1 | 0 | 6  | 2  | +4   |  | Mali                       |     | 1-1 | 1-0 | 4-1 |
| 2    | Tunisie    | 3   | 3 | 0 | 3 | 0 | 2  | 2  | 0    |  | Tunisie                    | 1-1 |     | 1-1 | 0-0 |
| 3    | Angola     | 2   | 3 | 0 | 2 | 1 | 1  | 2  | -1   |  | Angola                     | 0-1 | 1-1 |     | 0-0 |
| 4    | Mauritanie | 2   | 3 | 0 | 2 | 1 | 1  | 4  | -3   |  | Mauritanie                 | 1-4 | 0-0 | 0-0 |     |

     Équipe qualifiée ou victorieuse; Pts = points ; J = joués ; G = gagnés ; N = nuls ; P = perdus
Bp = buts pour ; Bc = buts contre ; Diff = différence de buts
| 24 juin 2019 | Tunisie                   | 1-1     | Angola     | Stade de Suez, Suez                                   |                                                       |
| 19h00 CAT    | Msakni 34e (pen.)         | (1-0)   | 73e Campos | Spectateurs : 7 345 Arbitrage : Bamlak Tessema Weyesa | Spectateurs : 7 345 Arbitrage : Bamlak Tessema Weyesa |
| 19h00 CAT    | Chaalali 26e · Msakni 50e | Rapport | 30e Bango  | Spectateurs : 7 345 Arbitrage : Bamlak Tessema Weyesa | Spectateurs : 7 345 Arbitrage : Bamlak Tessema Weyesa |

| 28 juin 2019 | Tunisie    | 1-1   | Mali           | Stade de Suez, Suez                           |                                               |
| 16h30 CAT    | Khazri 70e | (0-0) | 60e Samassékou | Spectateurs : 16 085 Arbitrage : Joshua Bondo | Spectateurs : 16 085 Arbitrage : Joshua Bondo |
| 16h30 CAT    | Rapport    |       |                | Spectateurs : 16 085 Arbitrage : Joshua Bondo | Spectateurs : 16 085 Arbitrage : Joshua Bondo |

| 2 juillet 2019 | Mauritanie                                 | 0-0     | Tunisie                 | Stade de Suez, Suez                              |                                                  |
| 21h00 CAT      |                                            | (0-0)   |                         | Spectateurs : 7 732 Arbitrage : Louis Hakizimana | Spectateurs : 7 732 Arbitrage : Louis Hakizimana |
| 21h00 CAT      | Diakité 31e · Coulibaly 45e · El Hacen 53e | Rapport | 36e Bronn · 52e Aouadhi | Spectateurs : 7 732 Arbitrage : Louis Hakizimana | Spectateurs : 7 732 Arbitrage : Louis Hakizimana |

#### Phase à élimination directe
| Huitième de finale | Ghana                                         | 1 - 1 a. p.       | Tunisie                                 | Stade d'Ismaïlia, Ismaïlia                   |                                              |
| 21h00 CAT          | Bedoui 90+1e (csc)                            | (0 - 0, 1 - 1)    | 73e Khenissi                            | Spectateurs : 8 890 Arbitrage : Victor Gomes | Spectateurs : 8 890 Arbitrage : Victor Gomes |
| 21h00 CAT          | Boye 11e · Wakaso 87e · Nuhu 90e              | Rapport           | 12e Bronn · 48e Msakni ·                | Spectateurs : 8 890 Arbitrage : Victor Gomes | Spectateurs : 8 890 Arbitrage : Victor Gomes |
| 21h00 CAT          | Wakaso · J. Ayew · Ekuban · Agyepong · Partey | Tirs au but 4 - 5 | Sliti · Khazri · Bronn · Meriah · Sassi | Spectateurs : 8 890 Arbitrage : Victor Gomes | Spectateurs : 8 890 Arbitrage : Victor Gomes |

| Quart de finale           | Madagascar      | 0 - 3   | Tunisie                              | Stade Al Salam, Le Caire                    |                                             |
| 11 juillet 2019 21h00 CAT |                 | (0 - 0) | 52e Sassi · 60e Msakni · 90+3e Sliti | Spectateurs : 7 568 Arbitrage : Sidi Alioum | Spectateurs : 7 568 Arbitrage : Sidi Alioum |
| 11 juillet 2019 21h00 CAT | Anicet Abel 86e | Rapport |                                      | Spectateurs : 7 568 Arbitrage : Sidi Alioum | Spectateurs : 7 568 Arbitrage : Sidi Alioum |

| Demi-finale               | Sénégal          | 1 - 0 a. p. | Tunisie                | Stade du 30 Juin, Le Caire                            |                                                       |
| 14 juillet 2019 18h00 CAT | Bronn 100e (csc) | (0 - 0)     |                        | Spectateurs : 9 143 Arbitrage : Bamlak Tessema Weyesa | Spectateurs : 9 143 Arbitrage : Bamlak Tessema Weyesa |
| 14 juillet 2019 18h00 CAT | Koulibaly 73e    | Rapport     | 64e Khazri · 76e Sliti | Spectateurs : 9 143 Arbitrage : Bamlak Tessema Weyesa | Spectateurs : 9 143 Arbitrage : Bamlak Tessema Weyesa |

| Match pour la 3e place    | Tunisie                   | 0 - 1   | Nigeria   | Stade Al Salam, Le Caire                     |                                              |
| 17 juillet 2019 21h00 CAT |                           | (0-1)   | 3e Ighalo | Spectateurs : 6 340 Arbitrage : Gehad Grisha | Spectateurs : 6 340 Arbitrage : Gehad Grisha |
| 17 juillet 2019 21h00 CAT | Chaalali 60e · Bedoui 90e | Rapport | 18e Ndidi | Spectateurs : 6 340 Arbitrage : Gehad Grisha | Spectateurs : 6 340 Arbitrage : Gehad Grisha |

## Statistiques

### Temps de jeu
| Joueur                |          |          |          |          |          |          |          | TT       | But inscrit | MJ       | MT       | Légende |
| --------------------- | -------- | -------- | -------- | -------- | -------- | -------- | -------- | -------- | ----------- | -------- | -------- | --- |
| Gardiens              | Gardiens | Gardiens | Gardiens | Gardiens | Gardiens | Gardiens | Gardiens | Gardiens | Gardiens    | Gardiens | Gardiens | Abréviations et symboles : · TT : Total de minutes jouées · MJ : Nombre de matchs joués · MT : Matchs joués en tant que titulaire · : but · : joueur entré · : joueur remplacé · : capitaine · : carton jaune · : carton rouge · |
| Farouk Ben Mustapha   | 90       | -        | -        | 0        | -        | -        | -        | 90       | -           | 2        | 1        | Abréviations et symboles : · TT : Total de minutes jouées · MJ : Nombre de matchs joués · MT : Matchs joués en tant que titulaire · : but · : joueur entré · : joueur remplacé · : capitaine · : carton jaune · : carton rouge · |
| Moez Ben Cherifia     | -        | -        | -        | -        | -        | -        | 90       | 90       | -           | 1        | 1        | Abréviations et symboles : · TT : Total de minutes jouées · MJ : Nombre de matchs joués · MT : Matchs joués en tant que titulaire · : but · : joueur entré · : joueur remplacé · : capitaine · : carton jaune · : carton rouge · |
| Mouez Hassen          | -        | 90       | 90       | 120      | 90       | 120      | -        | 510      | -           | 5        | 5        | Abréviations et symboles : · TT : Total de minutes jouées · MJ : Nombre de matchs joués · MT : Matchs joués en tant que titulaire · : but · : joueur entré · : joueur remplacé · : capitaine · : carton jaune · : carton rouge · |
| Défenseurs            |          |          |          |          |          |          |          |          |             |          |          | Abréviations et symboles : · TT : Total de minutes jouées · MJ : Nombre de matchs joués · MT : Matchs joués en tant que titulaire · : but · : joueur entré · : joueur remplacé · : capitaine · : carton jaune · : carton rouge · |
| Nassim Hnid           | -        | -        | -        | -        | -        | -        | 67       | 67       | -           | 1        | 1        | Abréviations et symboles : · TT : Total de minutes jouées · MJ : Nombre de matchs joués · MT : Matchs joués en tant que titulaire · : but · : joueur entré · : joueur remplacé · : capitaine · : carton jaune · : carton rouge · |
| Wajdi Kechrida        | 90       | 90       | 90       | 120      | 90       | -        | -        | 480      | -           | 5        | 5        | Abréviations et symboles : · TT : Total de minutes jouées · MJ : Nombre de matchs joués · MT : Matchs joués en tant que titulaire · : but · : joueur entré · : joueur remplacé · : capitaine · : carton jaune · : carton rouge · |
| Yassine Meriah        | 90       | 90       | 90       | 120      | 90       | 120      | 90       | 690      | -           | 7        | 7        | Abréviations et symboles : · TT : Total de minutes jouées · MJ : Nombre de matchs joués · MT : Matchs joués en tant que titulaire · : but · : joueur entré · : joueur remplacé · : capitaine · : carton jaune · : carton rouge · |
| Oussama Haddadi       | 90       | 90       | 90       | 120      | 90       | 120      | 90       | 690      | -           | 7        | 7        | Abréviations et symboles : · TT : Total de minutes jouées · MJ : Nombre de matchs joués · MT : Matchs joués en tant que titulaire · : but · : joueur entré · : joueur remplacé · : capitaine · : carton jaune · : carton rouge · |
| Rami Bedoui           | 90       | -        | -        | 30       | -        | -        | 23       | 143      | -           | 3        | 1        | Abréviations et symboles : · TT : Total de minutes jouées · MJ : Nombre de matchs joués · MT : Matchs joués en tant que titulaire · : but · : joueur entré · : joueur remplacé · : capitaine · : carton jaune · : carton rouge · |
| Karim Aouadhi         | -        | -        | 90       | -        | 7        | -        | -        | 97       | -           | 2        | 1        | Abréviations et symboles : · TT : Total de minutes jouées · MJ : Nombre de matchs joués · MT : Matchs joués en tant que titulaire · : but · : joueur entré · : joueur remplacé · : capitaine · : carton jaune · : carton rouge · |
| Mohamed Dräger        | -        | -        | 11       | -        | 15       | 120      | 90       | 236      | -           | 4        | 2        | Abréviations et symboles : · TT : Total de minutes jouées · MJ : Nombre de matchs joués · MT : Matchs joués en tant que titulaire · : but · : joueur entré · : joueur remplacé · : capitaine · : carton jaune · : carton rouge · |
| Ayman Ben Mohamed     | -        | 6        | -        | -        | -        | 82       | -        | 88       | -           | 2        | 1        | Abréviations et symboles : · TT : Total de minutes jouées · MJ : Nombre de matchs joués · MT : Matchs joués en tant que titulaire · : but · : joueur entré · : joueur remplacé · : capitaine · : carton jaune · : carton rouge · |
| Dylan Bronn           | 90       | 90       | 90       | 120      | 90       | 120      | -        | 600      | -           | 6        | 6        | Abréviations et symboles : · TT : Total de minutes jouées · MJ : Nombre de matchs joués · MT : Matchs joués en tant que titulaire · : but · : joueur entré · : joueur remplacé · : capitaine · : carton jaune · : carton rouge · |
| Milieux               |          |          |          |          |          |          |          |          |             |          |          | Abréviations et symboles : · TT : Total de minutes jouées · MJ : Nombre de matchs joués · MT : Matchs joués en tant que titulaire · : but · : joueur entré · : joueur remplacé · : capitaine · : carton jaune · : carton rouge · |
| Ellyes Skhiri         | 90       | 90       | 90       | 120      | 90       | 120      | 90       | 690      | -           | 7        | 7        | Abréviations et symboles : · TT : Total de minutes jouées · MJ : Nombre de matchs joués · MT : Matchs joués en tant que titulaire · : but · : joueur entré · : joueur remplacé · : capitaine · : carton jaune · : carton rouge · |
| Ferjani Sassi         | 22       | -        | -        | 120      | 83       | 105      | 90       | 420      | 1           | 5        | 4        | Abréviations et symboles : · TT : Total de minutes jouées · MJ : Nombre de matchs joués · MT : Matchs joués en tant que titulaire · : but · : joueur entré · : joueur remplacé · : capitaine · : carton jaune · : carton rouge · |
| Marc Lamti            | -        | -        | -        | -        | -        | -        | -        | -        | -           | -        | -        | Abréviations et symboles : · TT : Total de minutes jouées · MJ : Nombre de matchs joués · MT : Matchs joués en tant que titulaire · : but · : joueur entré · : joueur remplacé · : capitaine · : carton jaune · : carton rouge · |
| Naïm Sliti            | 79       | 84       | 79       | 28       | 24       | 75       | 32       | 401      | 1           | 7        | 3        | Abréviations et symboles : · TT : Total de minutes jouées · MJ : Nombre de matchs joués · MT : Matchs joués en tant que titulaire · : but · : joueur entré · : joueur remplacé · : capitaine · : carton jaune · : carton rouge · |
| Ghailene Chaalali     | 68       | 90       | -        | 120      | 75       | 28       | 90       | 471      | -           | 6        | 5        | Abréviations et symboles : · TT : Total de minutes jouées · MJ : Nombre de matchs joués · MT : Matchs joués en tant que titulaire · : but · : joueur entré · : joueur remplacé · : capitaine · : carton jaune · : carton rouge · |
| Bassem Srarfi         | -        | -        | 45       | -        | -        | -        | -        | 45       | -           | 1        | 1        | Abréviations et symboles : · TT : Total de minutes jouées · MJ : Nombre de matchs joués · MT : Matchs joués en tant que titulaire · : but · : joueur entré · : joueur remplacé · : capitaine · : carton jaune · : carton rouge · |
| Attaquants            |          |          |          |          |          |          |          |          |             |          |          | Abréviations et symboles : · TT : Total de minutes jouées · MJ : Nombre de matchs joués · MT : Matchs joués en tant que titulaire · : but · : joueur entré · : joueur remplacé · : capitaine · : carton jaune · : carton rouge · |
| Youssef Msakni        | 90       | 28       | 90       | 82       | 66       | 45       | -        | 401      | 2           | 6        | 5        | Abréviations et symboles : · TT : Total de minutes jouées · MJ : Nombre de matchs joués · MT : Matchs joués en tant que titulaire · : but · : joueur entré · : joueur remplacé · : capitaine · : carton jaune · : carton rouge · |
| Anice Badri           | 11       | 62       | -        | 68       | -        | 15       | 58       | 214      | -           | 5        | 3        | Abréviations et symboles : · TT : Total de minutes jouées · MJ : Nombre de matchs joués · MT : Matchs joués en tant que titulaire · : but · : joueur entré · : joueur remplacé · : capitaine · : carton jaune · : carton rouge · |
| Wahbi Khazri          | 90       | 90       | 90       | 52       | 90       | 120      | 90       | 622      | 1           | 7        | 6        | Abréviations et symboles : · TT : Total de minutes jouées · MJ : Nombre de matchs joués · MT : Matchs joués en tant que titulaire · : but · : joueur entré · : joueur remplacé · : capitaine · : carton jaune · : carton rouge · |
| Taha Yassine Khenissi | -        | 70       | 45       | 90       | 90       | 117      | 44       | 456      | 1           | 6        | 5        | Abréviations et symboles : · TT : Total de minutes jouées · MJ : Nombre de matchs joués · MT : Matchs joués en tant que titulaire · : but · : joueur entré · : joueur remplacé · : capitaine · : carton jaune · : carton rouge · |
| Firas Chaouat         | -        | 20       | -        | -        | -        | 3        | 46       | 69       | -           | 3        | -        | Abréviations et symboles : · TT : Total de minutes jouées · MJ : Nombre de matchs joués · MT : Matchs joués en tant que titulaire · : but · : joueur entré · : joueur remplacé · : capitaine · : carton jaune · : carton rouge · |

### Buteurs
| Buts | Joueurs               | Adversaires       |
| ---- | --------------------- | ----------------- |
| 2    | Youssef Msakni        | Angola Madagascar |
| 1    | Wahbi Khazri          | Mali              |
| 1    | Taha Yassine Khenissi | Ghana             |
| 1    | Ferjani Sassi         | Madagascar        |
| 1    | Naïm Sliti            | Madagascar        |

### Récompenses
Le défenseur Yassine Meriah est désigné par la CAF dans l'équipe-type de la compétition.